# Margaropus winthemi
Margaropus winthemi är en fästingart som beskrevs av Karsch 1879. Margaropus winthemi ingår i släktet Margaropus och familjen hårda fästingar. Inga underarter finns listade i Catalogue of Life.